# The Windsors
The Windsors ist eine britische Parodie-Fernsehserie auf die britische Königsfamilie (die Mountbatten-Windsors) in Form einer Britcom, geschrieben von George Jeffrie und Bert Tyler-Moore und inszeniert von Adam Miller, die seit Mai 2016 auf Channel 4 ausgestrahlt wird und seit Dezember 2017 international mit Untertiteln auf Netflix erscheint. Sie besteht derzeit aus 3 Staffeln sowie einem Weihnachts-Special und einem Hochzeits-Special zur Hochzeit von Prinz Harry und Meghan Markle, die auf Netflix in der zweiten Staffel enthalten sind. Am 2. August 2021 feierte in London ein auf der Serie basierendes Theaterstück Premiere.
Nach dem Tod Jeffries 2020 wurde die vierte Staffel von Tyler-Moore alleine geschrieben. Ein Special zur Krönung von Charles erschien im Mai 2023, in dem auch die Krönung selbst stattfindet, und führt als neue Figur Sophie Wessex ein. Die Produktion der vierten Staffel wurde 2024 nach mehreren Krebsdiagnosen in der Königsfamilie vorerst auf Eis gelegt.

## Figuren und Themen
Während die Queen und ihr Gatte Prinz Philip nicht selbst in Erscheinung treten (Philip sendet bloß in ihren Namen vulgäre Nachrichten, die von anderen vorgelesen werden), besteht das Figural aus ihren Nachkommen und Thronfolgern. Zentral ist der Zweig ihres ersten Sohnes Charles mit Gattin Camilla, dessen Söhnen William (in der Serie genannt Wills) und Harry, sowie den Schwestern Kate Middleton, Wills' Ehefrau, und Pippa. Aus dem Zweig des zweiten Sohnes der Queen, Prinz Andrew, und seiner ehemaligen Ehefrau Sarah Ferguson (genannt Fergie) stehen besonders ihre Töchter Beatrice und Eugenie im Fokus. Schließlich kommen auch die weiteren Kinder der Queen, Edward und Anne, vor, sowie ab der zweiten Staffel Harrys spätere Ehefrau Meghan Markle. Themen sind etwa die Thronfolgefrage zwischen Charles und Wills, die Macht und Bedeutung beziehungsweise Bedeutungslosigkeit der britischen Monarchie, royale zeremonielle und repräsentative Pflichten gegen die Versuche verschiedener Mitglieder, richtige Arbeit auszuüben, teils um ihren Bürgern nahe zu sein, teils um an Geld zu kommen (vor allem für die weniger hochstehenden Mitglieder in der Thronnachfolge, die weniger von den Zuwendungen für die Königsfamilie profitieren).

### Camilla und Charles
Der älteste Sohn der Königin, Charles, und seine Frau Camilla sind die ersten in der Thronfolge und bestehen auch darauf, da auf dieser Position ihre Bedeutung und ihr Einfluss beruhen. So sagt Charles immer wieder zu Wills etwa „But first me, not you. Me!“ (Aber zuerst bin ich dran, nicht du. Ich!) Der sozial unbeholfene und leicht senile Kiltträger geht statt schwierigen Entscheidungen bloß repräsentativen Zeremonien und seinen Hobbys nach wie Architekturplanung, seinem Garten und der Konstruktion unsinniger Maschinerien mit alternativen Energiequellen, durch die er für einen Spinner gehalten wird, und hat keinen Bezug dazu, was das Volk braucht und will, weswegen er kein guter König wäre. Zugleich glaubt er aber, dass er und die Monarchie noch mächtig, wichtig und aufgrund der Ehrungen, die sie erhalten, beim Volk beliebt sind, ohne ihre tatsächliche Irrelevanz zu erkennen.

Die Raucherin und Trinkerin Camilla möchte unbedingt Königin werden und ihr eigenes Haus Parker-Bowles begründen. Da sie selbst beim britischen Volk keine Beliebtheit genießt, was sie oft durch Inszenierungen in den Medien zu ändern versucht, hat sie Angst, dass sie zugunsten des beliebten Paares Kate und Wills übersprungen werden sollen. Daher intrigiert sie stark gegen Kate, später auch gegen Meghan und will die „Fab Four“ auseinanderbringen. Andere Personen, die ihr im Weg stehen, versucht sie häufiger, mit Mordanschlägen aus dem Weg zu räumen. Die Ehe von Charles und Camilla wird als eher liebloses Nebeneinanderleben dargestellt, auch wenn sich manchmal unter der Öberfläche doch tiefere Gefühle zeigen, aber vor allem haben sie im Alter immer noch lustvollen Sex.

### Kate und Wills
Kate und Wills werden besonders nett, bürgernah und zueinander liebevoll dargestellt, was sie zum beliebtesten Königspaar beim Volk macht, das sie lieber vor Charles und Camilla als Throninhaber hätte. Sie bereiten sich zwar darauf vor, nach diesen König und Königin zu werden, streben aber nicht aktiv nach dieser Position und stehen der Monarchie im Ganzen, die eigentlich irrelevant ist und nicht zugunsten, sondern in vielen Fällen eher zum Nachteil der Bürger gereicht, kritisch gegenüber, sodass Wills auch mal die Abschaffung der Monarchie fordert oder sie sich im bürgerlichen Leben versuchen. Während sie zwar ihren royalen Pflichten nachgehen, sind sie vor allem darum bemüht, jeweils für sich eine ausfüllende Aufgabe zu finden. Für Wills ist dies insbesondere Luftrettungsdienstpilot zu sein; für Kate geht es sehr darum, dadurch auch eine Rolle und Position innerhalb der royalen Familie zu finden, da sie selbst aus einer bürgerlichen stammt. Manchmal ist es ihr auch zum Vorteil, damit beide Welten zu kennen. Über ihren familiär-kulturellen Hintergrund wird sie als eine gypsy dargestellt – im deutschen Untertitel wird dies als Zigeunerin übersetzt, gemeint sind aber Pavee, Umherreisende irischen Ursprungs.

### Pippa, Harry, Meghan
Kates Schwester Pippa, die aus ihrem familiären Hintergrund wiederum Expertin im Partyplanen ist – ein Bezug auf den Partyversandhandel der Middleton-Eltern –, ist stets überaus neidisch auf Kate, weil diese schon immer zuerst bekommen hat, was sie wollte, und bevorzugt worden ist. Das einzige, worin Pippa ihre Schwester übertrifft, ist ihr Hintern. Um das zu haben, was ihre Schwester hat, macht sie sich an Wills' Bruder Harry ran. Der Prinz ist zum einen ein Liebhaber von Partys, bei denen er sich zum Rausch betrinkt, zum anderen ein dümmlicher und naiver Analphabet. Die beiden entwickeln Gefühle füreinander und sind in der ersten Staffel kurzzeitig zusammen. In der zweiten Staffel ist Pippa aufgrund des Geldes mit einem Milliardär zusammen, den sie schließlich heiratet, wonach sie Kate öfters dessen Vermögen unter die Nase reibt („Billions, not millions“; deutsche Untertitel: „Kein Millionär. Ein Milliardär.“); Harry wiederum ist mit Meghan zusammen, die er im Wedding-Special heiratet. Die US-Amerikanerin ist bis zur Hochzeit Schauspielerin, bekannt aus der Fernsehserie Suits. Deren Titel streut sie immer wieder in Gespräche ein und vergleicht das Leben in der royalen Familie und Kate mit ihrer Rolle in der Serie. Sie versucht, Harry zu kultivieren, alphabetisieren und vom Alkohol loszubekommen; und interessiert sich selbst für moderne angesagte Dinge wie Superfood und Achtsamkeit. Nach der Hochzeit werden Meghan und Harry, Kate und Wills zu den populären „Fab Four“ (Fabelhafte Vier), aber ihr Verhältnis zueinander ist brüchig, und schließlich verlassen Meghan und Harry die Königsfamilie in die Vereinigten Staaten. Dies verarbeitet allerdings nicht ihren tatsächlichen Rücktritt als hochrangige Mitglieder (auch Megxit genannt), da die Staffel bereits vorher geschrieben und gefilmt worden war.

### Beatrice und Eugenie, Fergie und Andrew
Die Schwestern, Beatrice und Eugenie, Töchter von Prinz Andrew, machen alles gemeinsam, genießen die oberflächliche Welt des royalen Luxus mit Mode und edle Getränke und sind selbst fade und ohne Tiefgang oder irgendein Talent. Wenn sie versuchen, eigenständig aktiv zu werden und eigene Unternehmen zu gründen, dreht es sich dabei um Themen wie Make-up, Social Media und Vlogging; mit echter Arbeit kommen sie nicht zurecht. Ihre geschiedenen Eltern sind beide aus ihrer Vergangenheit skandalbehaftet. Fergie war, nachdem sie im Fernsehen ihre Brüste entblößt hatte, von Prinz Philip aus der royalen Familie gestoßen worden und lebt nun verschuldet in einer kargen Einzimmerwohnung. Sie wird zu königlichen Feierlichkeiten nicht eingeladen, sucht aber immer wieder Wege, sich hineinzuschmuggeln, auch mithilfe ihrer Töchter, die stets zu ihr halten, auch wenn sie manchmal ihren Unternehmungen im Wege steht. Auch versucht sie bei solchen Gelegenheiten immer wieder, ihren Entsafter zu bewerben. Andrew ist ein vermögender und gönnerhafter Geschäftsmann, der dubiose Deals abschließt und Steuertricks nutzt, die ihn manchmal in rechtliche Bedrängnis bringen. Außerdem spielt er dauernd anderen weniger gelungene Streiche und spielt unangemessenes Verhalten als Spaß herunter. In der dritten Staffel werden seine Verwicklungen im Jeffrey-Epstein-Skandal behandelt und Eugenie ist mit ihrem Gatten, Unternehmer Jack Brooksbank, in der Serie Tequila-Botschafter für George Clooney, verheiratet, während Beatrice ihren Partner, Graf Edoardo Mapelli Mozzi, erst kennenlernt und dann heiratet.

### Edward, Anne
Edward ist nach gescheiterten Projekten im Theater und Fernsehen ein Versager in steter Geldnot, die ihn veranlasst, um sich über Wasser zu halten, schlecht bezahlte Jobs ohne Ansehen anzunehmen, wie Fensterputzer und für eine Umzugsfirma, auch mal für andere Royals wie Wills und Kate als Klienten, die ihm dafür größeres Trinkgeld geben.
Die einzige Tochter der Queen, die hasenzähnige Anne wird in schwarzer Kleidung und mit hochgestecktem Haar als frigide und freudlos dargestellt, indem sie fast niemals lächelt und besondere Strenge gegen andere zeigt. Sie residiert in Sandringham House, wo sie sich ohne Strom und Heizung nach den Traditionen der Queen Mum richtet. Ihre fast einzige Freude ist die Liebe zu Pferden und die Fernsehserie Black Beauty, was sich auch damit ausdrückt, dass sie bei Jubel wiehert.

## Episodenliste
| Staffel   | Episoden- anzahl | Erstveröffentlichung UK | Erstveröffentlichung UK | Erstveröffentlichung Deutschland |
| Staffel   | Episoden- anzahl | Premiere                | Finale                  | Erstveröffentlichung Deutschland |
| --------- | ---------------- | ----------------------- | ----------------------- | -------------------------------- |
| 1         | 6                | 6. Mai 2016             | 3. Juni 2016            | 15. Dezember 2017                |
| Special 1 | Special 1        | 23. Dezember 2016       | 23. Dezember 2016       | 15. Dezember 2017                |
| 2         | 6                | 5. Juli 2017            | 16. August 2017         | 15. Dezember 2017                |
| Special 2 | Special 2        | 15. Mai 2018            | 15. Mai 2018            | 15. Dezember 2017                |
| 3         | 6                | 25. Februar 2020        | 31. März 2020           | 1. April 2020                    |
| Special 3 | Special 3        | 30. April 2023          | 30. April 2023          | –                                |

## Besetzung

### Königsfamilie
| Rolle        | Beschreibung                         | Darsteller           |
| Hauptfiguren | Hauptfiguren                         | Hauptfiguren         |
| ------------ | ------------------------------------ | -------------------- |
| Charles      | ältester Sohn der Queen, Thronfolger | Harry Enfield        |
| Camilla      | Charles' Ehefrau, Kronprinzessin     | Haydn Gwynne         |
| Wills        | Charles' älterer Sohn, Prinz         | Hugh Skinner         |
| Kate         | Wills' Ehefrau                       | Louise Ford          |
| Pippa        | Kates Schwester                      | Morgana Robinson     |
| Harry Anm1   | Charles' jüngerer Sohn, Prinz        | Richard Goulding     |
| Harry Anm1   | Charles' jüngerer Sohn, Prinz        | Tom Durant Pritchard |
| Meghan Anm2  | Harrys spätere Ehefrau               | Kathryn Drysdale     |
| Beatrice     | ältere Tochter von Prinz Andrew      | Ellie White          |
| Eugenie      | jüngere Tochter von Prinz Andrew     | Celeste Dring        |
| Nebenfiguren |                                      |                      |
| Fergie       | Beatrices und Eugenies Mutter        | Katy Wix             |
| Andrew       | zweiter Sohn der Queen               | Tim Wallers          |
| Edward       | dritter Sohn der Queen               | Matthew Cottle       |
| Anne         | Tochter der Queen                    | Vicki Pepperdine     |

In jeder Folge bis zur ersten der dritten Staffel erscheint ein ehemaliger König oder eine Königin (selten andere) als Geist oder sprechendes Porträt Wills (einmal jeweils Kate oder Harry), um Ratschläge zu geben.
| Rolle                | Darsteller       | Folgen             |
| -------------------- | ---------------- | ------------------ |
| Alfred der Große     | Howard Lee       | 1.1                |
| Elisabeth I. Anm     | Lucy Montgomery  | 1.2                |
| Edward VII.          | Michael Howe     | 1.3                |
| George VI.           | Clive Hayward    | 1.4                |
| Oliver Cromwell Anm2 | Gareth Tunley    | 1.5                |
| Artus                | Tim FitzHigham   | 1.6                |
| George III.          | Paul Whitehouse  | Christmas-Special  |
| Richard Löwenherz    | David Newman     | 2.1                |
| Henry V.             | Jolyon Coy       | 2.2                |
| Richard III.         | Al Roberts       | 2.3                |
| Charles I.           | Stephen Harvey   | 2.4                |
| James I.             | Dickie Beau      | 2.5                |
| Henry VIII.          | James Doherty    | 2.6                |
| Prince Albert        | Michael Rouse    | Wedding-Special    |
| Victoria             | Miriam Margolyes | 3.1                |
| Francis Willis Anm3  | Andrew Bridgmont | 3.4                |
| William IV.          | Peter Davison    | Coronation-Special |

### Weitere reale Figuren
| Rolle                 | Beschreibung                                  | Darsteller         | Folgen                                   |
| --------------------- | --------------------------------------------- | ------------------ | ---------------------------------------- |
| Malcolm Turnbull      | Premierministerin von Australien              | Phillip Law        | 1.3                                      |
| Justin Welby          | Erzbischof von Canterbury                     | Jonathan Cullen    | 1.4                                      |
| George Osborne        | britischer Politiker                          | Justin Salinger    | 1.6                                      |
| Ellie Goulding        | britische Sängerin                            | Lizzy Connolly     | Christmas-Special                        |
| Andy Murray           | Tennisspieler                                 | James Henri-Thomas | 2.1                                      |
| Xi Jinping            | Staatspräsident der Volksrepublik China       |                    | 2.1                                      |
| Theresa May           | Premierministerin des Vereinigten Königreichs | Gillian Bevan      | 2.1, 2.5, 2.6                            |
| Nicola Sturgeon       | Erste Ministerin Schottlands                  | Amy Booth-Steel    | 2.5                                      |
| Justin Trudeau        | Premierminister Kanadas                       | Joseph May         | 2.5                                      |
| Donald Trump          | Präsident der Vereinigten Staaten             | Corey Johnson      | 2.6, 3.6                                 |
| Jeremy Corbyn         | Parteivorsitzender der Labour Party           | Tom Basden         | Wedding-Special                          |
| Doria Ragland         | Meghans Eltern                                | Suzette Llewellyn  | Wedding-Special                          |
| Thomas Markle         | Meghans Eltern                                | Trevor Cooper      | Wedding-Special                          |
| Jack Brooksbank       | Eugenies Verlobter, dann Ehegatte             | Tom Stourton       | Wedding-Special, 3.1, Coronation-Special |
| Carole Middleton      | Kates und Pippas Eltern                       | Julia Deakin       | 3.2                                      |
| Mike Middleton        | Kates und Pippas Eltern                       | Simon Day          | 3.2                                      |
| Edoardo Mapelli Mozzi | Beatrices Verlobter                           | Mateo Oxley        | 3.4                                      |
| David Beckham         | Fußballspieler                                | Terry Mynott       | 3.5                                      |
| Sophie Wessex         | Edwards Frau                                  | Anna Morris        | Coronation-Special                       |

## Rezeption
| Rotten-Tomatoes-Kritikerbewertungen | Rotten-Tomatoes-Kritikerbewertungen |
| ----------------------------------- | ----------------------------------- |
| gesamt                              | 92 %                                |
| Staffel 1                           | 70 %                                |
| Staffel 2                           | 100 %                               |
| Wedding-Special                     | 100 %                               |
| Staffel 3                           | 100 %                               |

Für den Guardian rezensiert Sam Wollaston die Serie. Sie sei eine Karikatur in höchstem Maße mit querbeet höchst amüsanten Darstellungen; er findet sie mutig und ungezogen. Außerdem mache sie ihn patriotisch und stolz auf die Figuren, die „ihre“ grausigen Monster seien. Dem Wedding-Special vergibt er vier von fünf Sternen und sagt, er hätte sich nicht sorgen müssen, dass es zu langgezogen wäre. Seine Lieblingsfiguren sind Beatrice und Eugenie, die jede Szene abstauben, und er schlägt ein Spin-off für sie vor.
Ben Dowell rezensierte für die RadioTimes die erste Staffel der „extrem ungehobelten cartoon-artigen Seifenoper“. Er befindet, dass die Qualität beständig gehalten wird, und sieht einen politisch subversiven Subtext. Zur dritten Staffel, der er vier von fünf Sternen gibt, schreibt er in der Times, die Komödie funktioniere besser, wenn sie ihre Fantasie annimmt, als wenn sie Themen der Realität anpackt.
Bei den British Academy Television Awards 2017 wurde Harry Enfield für die Beste männliche Comedyleistung nominiert.

## Theaterstück
| Rolle                                            | Darsteller           |
| ------------------------------------------------ | -------------------- |
| Charles                                          | Harry Enfield        |
| Camilla                                          | Tracy Ann Oberman    |
| Wills                                            | Ciarán Owens         |
| Kate                                             | Kara Tointon         |
| Harry                                            | Tom Durant-Pritchard |
| Meghan                                           | Crystal Condie       |
| Eugenie                                          | Eliza Butterworth    |
| Beatrice                                         | Jenny Rainsford      |
| Fergie                                           | Sophie-Louise Dann   |
| Andrew                                           | Tim Wallers          |
| Edward                                           | Matthew Cottle       |
| Schauspieler aus Serie fett, Neubesetzung kursiv |                      |

Am 9. Juni 2021 wurde ein auf der Serie basierendes Musiktheaterstück namens The Windsors: Endgame angekündigt, das ebenfalls von den Serienschöpfern George Jeffrie und Bert Tyler-Moore geschrieben wurde. Jeffrie verstarb im September 2020, nachdem der erste Entwurf des Stücks beendet war. Es feierte am 2. August 2021 im Prince of Wales Theatre des Londoner West End mit Schauspielern der Serie Premiere und wurde bis zum 9. Oktober 2021 aufgeführt.
Das Stück beginnt damit, dass Queen Elisabeth II. nach dem Tod ihres Gatten abgedankt habe, womit nun Charles König ist, nach Camillas Willen als absolutistischer Herrscher, weswegen Wills und Kate ihn stürzen wollen. Nebenbei versuchen Beatrice und Eugenie, die Unschuld ihres Vaters im Epstein-Skandal zu beweisen.
Arifa Akbar vom Guardian vergibt nur einen Stern und vergleicht das Erlebnis, das Stück anzusehen, damit, wie Fans von Sex and the City den Film sahen: „Hohe Erwartungen trafen auf abstürzende Enttäuschungen. Im Falle dieser Komödie ist es rätselhaft, dass eine Satire, die auf dem Bildschirm so prickelnd ist, als längere Live-Performance so schwerfällig daherkommt.“ Nick Curtis vom Evening Standard findet sie wiederum „brüllend komisch und unverhohlenen Quatsch,“ auch wenn die Produktion schlampig war.